# Johann Heinrich Wilhelm Tischbein

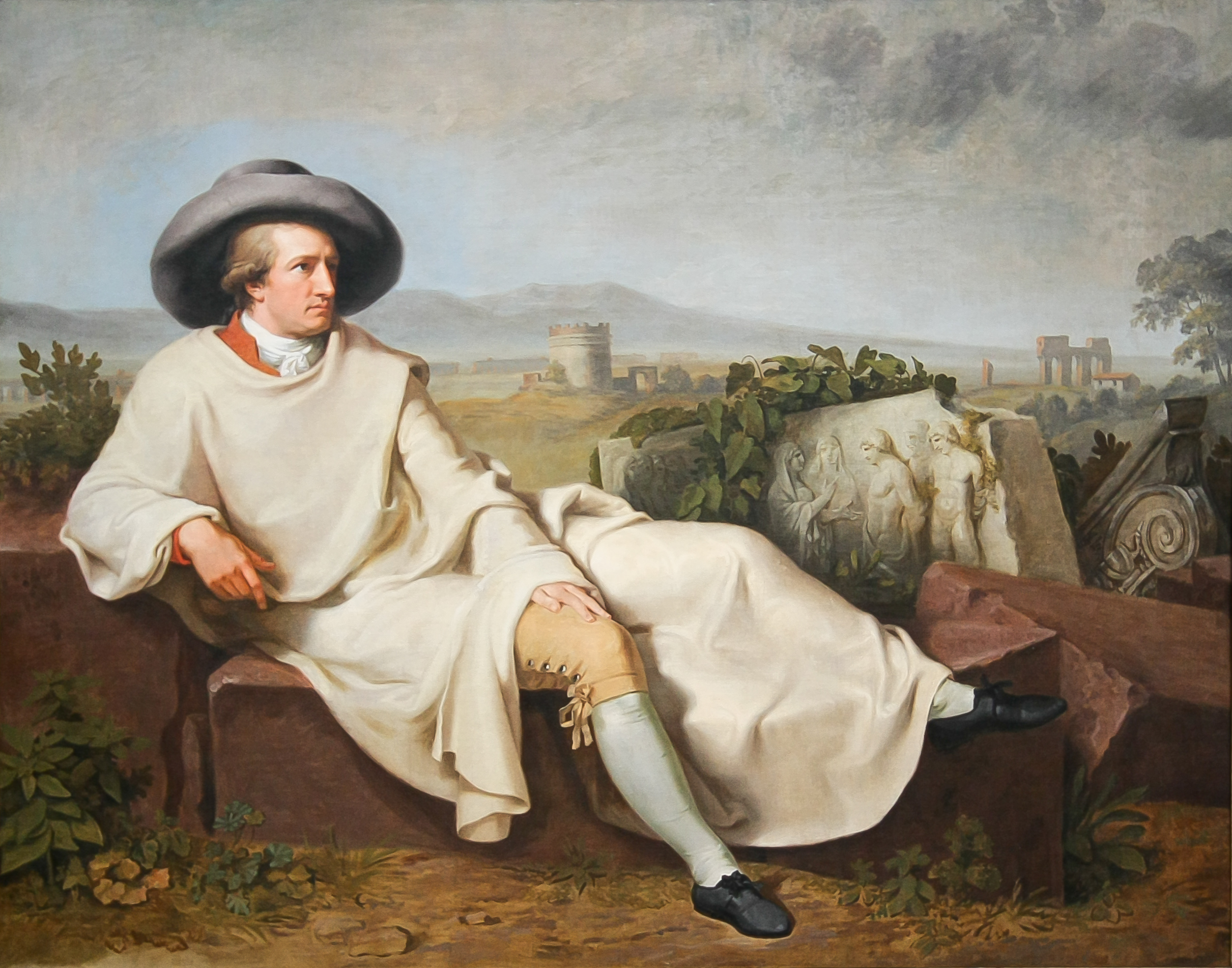
La pintura més famosa de Tischbein: Goethe en la campanya romana, 1787.

Johann Heinrich Wilhelm Tischbein (també conegut com a Goethe-Tischbein, Haina, 15 de febrer de 1751 - Eutin, 26 de febrer de 1829) va ser un pintor i gravador alemany.

## Biografia
Pertanyia a la família de pintors Tischbein. Va ser alumne dels seus oncles, primer de Johann Heinrich, a Kassel, pintor que es dedicava al retrato cortesà; i després de Johann Jakob, a Hamburg i Països Baixos. En aquest últim país va estudiar la pintura del segle xvii i també a Suïssa on va entrar en contacte amb el moviment del Sturm und Drang. L'any 1777 va marxar a Berlín on va treballar com a retratista. Va passar dos anys treballant com a retratista a Bremen i Berlín.
Com a molts dels seus col·legues contemporanis, Tischbein va viure a Roma durant alguns anys. En 1779 va obtenir una beca d'estudis per anar a Itàlia, la qual cosa li va permetre passar per Múnic i Nuremberg, on va poder estudiar les obres d'Alberto Dürer, de les quals va copiar els Apòstols. Durant aquesta primera estada a Roma (1779–1781) el seu estil va canviar del rococó al neoclassicisme. Va pintar paisatges, escenes històriques i bodegons. A Zúric en 1781, gràcies a Lavater, va entrar en contacte amb Goethe. D'aquests anys són les teles, ambdues conservades en el Goethe Nationalmuseum de Weimar, Götz i Weislingen i la Vista de Sant Gotardo, sent aquesta última una de les primeres interpretacions romàntiques del paisatge suís.
La seva segona estada a Roma, gràcies a una segona beca d'estudis, va durar setze anys (1783–1799). A Itàlia es va adherir al moviment neoclàssic, canviant fins i tot les seves iconografies, si bé al començament va seguir tractant temes inspirats en la història nacional alemanya, aviat passarà a temes de l'antiguitat clàssica, seguint l'exemple de Jacques-Louis David.
Deu el seu sobrenom de Goethe-Tischbein pel quadre de l'escriptor que es conserva a Frankfurt del Main Va aprofundir en la seva amistat amb Johann Wolfgang von Goethe en 1786, acompanyant-ho a Nàpols en 1787. Més tard, Goethe va relatar aquest viatge en el seu Italienische Reise (Viatge italià). D'aquest mateix any és la seva obra més famosa, un retrat de Goethe com a viatger en la campiña romana (actualment en l'Institut Städel, Frankfurt del Meno). L'escriptor apareix en una posi meditabunda i solemne sobre el fons de Appia antica, entre restes d'escultures, ruïnes d'aqüeductes i al lluny el perfil dels Castelli, no un simple retrat-souvenir, sinó veritablement un record del Grand Tour emprès per Goethe, mes la consagració del Grand Tour com un ritu irrenunciable i iniciàtic per a tota una generació d'amics de l'antic.
El mateix any va ser a Nàpols com a director de l'Acadèmia local. De 1789 és el Retrat de la comtessa Ana Amalia de Sajonia Weimar en la tomba de la sacerdotessa Mamia en Pompeya, actualment conservat en Weimar. La tela representa a la comtessa de perfil, que es destaca contra les uinas del sepulcre de la sacerdotessa Mamia, amb mirada esbalaeix i trastornada, amb un bastó i el barret a la mà, atributs d'un pelegrinatge solitari i iniciàtic. En 1791 va preparar la publicació de les incisions de gots antics de William Hamilton.
Amb la presa francesa de Nàpols va tornar a Alemanya, en 1800, primer a Hamburg, on va preparar els gravats per a Homer segons els antics (1801-04). Des de 1808, Tischbein va ser pintor de la cort d'Oldenburg a Alemanya septentrional, en Eutin.

## Obra
Els gèneres conreats per Tischbein de Goethe van ser el retrat, el paisatge i els quadres d'història. També va realitzar gravats i dibuixos sobre l'Antiguitat clàssica.
- Retrat del Tinent-General Christian-Frederic-Dagobert, Conde de Waldner de Freudstein, 1761, Museu Nacional del Palau de Versalles i de Trianon, França
- Götz i Weislingen i la Vista de Sant Gotardo, anys 1780.
- Goethe en la campanya romana, 1787, Institut Städel, Frankfurt del Main
- Retrat de la comtessa Ana Amalia de Sajonia Weimar en la tomba de la sacerdotessa Mamia en Pompeya, 1789, Weimar.
- Gravats: incisions de gots antics de William Hamilton; Homer segons els antics (1801-04).